# Eremanthus capitatus
Eremanthus capitatus là một loài thực vật có hoa trong họ Cúc. Loài này được (Spreng.) MacLeish mô tả khoa học đầu tiên năm 1987.